# بخش چیکماگالور
بخش چیکماگالور (به انگلیسی: Chikmagalur district) یک بخش در هند است که در کارناتاکا واقع شده‌است. بخش چیکماگالور ۷٬۲۰۱ کیلومتر مربع مساحت و ۱٬۱۳۷٬۹۶۱ نفر جمعیت دارد.